# (170) Мария
(170) Мария (итал. Maria) — небольшой астероид главного пояса, который принадлежит к светлому спектральному классу S и возглавляет одноимённую группу астероидов — семейство Марии. Он был открыт 10 января 1877 года французским астрономом Перротэном в обсерватории Тулузы и назван в честь Мальц Марии Алексеевны, подруги итальянского астронома Антонио Абетти, который рассчитал орбиту этого астероида.

Орбита астероида Мария и его положение в Солнечной системе
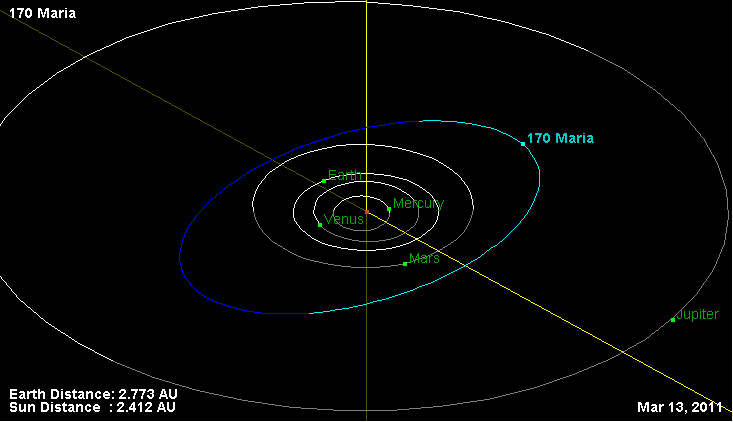
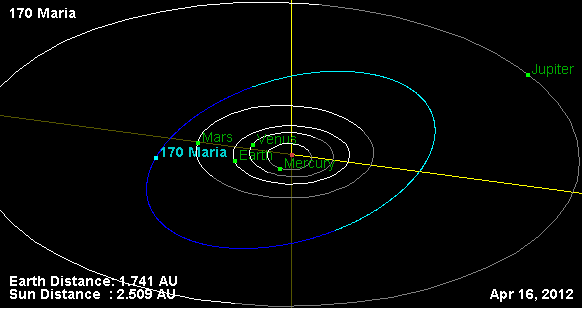

Было зафиксировано только одно покрытие звёзд этим астероидом 10 июня 1997 года, наблюдения проводились в канадской провинции Манитоба.